# Naurissaari (ö i Birkaland, Tammerfors, lat 61,68, long 24,67)
Naurissaari är en ö i Finland. Den ligger i sjön Koljonselkä och i kommunen Orivesi i den ekonomiska regionen Tammerfors och landskapet Birkaland, i den södra delen av landet, 170 km norr om huvudstaden Helsingfors. Öns area är 33,3 hektar och dess största längd är 1,3 kilometer i öst-västlig riktning.